# May Wood Simmons
May Woods Simmons (Baraboo, Sauk County, Wisconsin; 10 de mayo de 1876–New Martinsville, Condado de Wetzel; 3 de diciembre de 1948)  fue una escritora, activista, profesora y socialista estadounidense. Además tradujo libros de marxistas europeos de lengua alemana incluyendo a Wilhelm Liebknecht y Karl Kautsky. Su producción está conservada en la Sociedad Histórica de Wisconsin.

## Biografía
Simons participó en la fundación del Día Internacional de la Mujer. Simons y su esposo, Algie, fueron residentes de Evanston durante muchos años y estuvieron activos en los primeros años del Partido Socialista en Estados Unidos. En 1909, el 28 de febrero se celebró el primer Día Nacional de la Mujer en los Estados Unidos. Fue organizado por el recién formado Comité Nacional de Mujeres del Partido Socialista para celebrar los derechos políticos de la mujer. Simons fue delegada y luego directora del comité y habló a favor de que el Partido Socialista apoyara el sufragio femenino. 
Para celebrar este primer Día de la Mujer, Simons dio una conferencia sobre el sufragio femenino en el Auditorio de Evanston. Para el Día de la Mujer de 1910, Simons habló en el Teatro Garrick de Chicago, dando una conferencia sobre la relación entre el movimiento de mujeres y el movimiento industrial y económico de los trabajadores. Ese mismo año, Simons fue la delegada estadounidense en el Congreso Socialista Internacional en Copenhague, donde Clara Zetkin se inspiró para crear una celebración similar en Alemania y Austria, fundando el Día Internacional de la Mujer el año siguiente, en 1911. Es un día reservado para celebrar los logros de las mujeres, pero también para recordar el trabajo que aún se necesita para promover la igualdad de género.

## Trabajos

### Escritos[5]
- Woman and the Social Problem. Chicago: Charles H. Kerr & Co., 1899.
- "Educación y Socialismo," Revisión Socialista Internacional, Vol 1, Núm. 10, (1 de abril de 1901).[6]
- "Arte y Socialismo," Revisión Socialista Internacional, Vol. 2, Núm. 10 (abril 1902), pp. 710–714.
- Socialismo y el Movimiento de Trabajo Organizado. Chicago: Charles H. Kerr & Co., n.d. [1903].[7]
- "Tierra en el Molino," El Evolutionist, vol. 1, núm. 3 (Sept. 1909), pp. 98–102.
- Problemas diarios en Economía. Chicago: Sociedad Técnica americana, 1945.

### Traducciones
- Wilhelm Liebknecht, Socialismo: Qué  Es y Qué  Busca para Cumplir. (Traductor.) 1897.
- Karl Kautsky, Frederick Engels: Su Vida, Su Trabajo y Sus Escrituras. (Traductor.) Chicago: Charles H. Kerr & Co., 1899.
- Karl Kautsky, La Revolución Social. (Traductor.) Chicago: Charles H. Kerr & Co., 1916.